# Radio HBW
Pour les articles homonymes, voir HBW.
Radio Harz-Börde-Welle est une radio associative locale dans le sud-ouest de la Saxe-Anhalt, à Aschersleben.

## Histoire
L'association animant Radio HBW est inscrite le 24 octobre 1997.

## Programme
Des magazines seront distribués tout au long de la journée : de 19 heures à 20 heures de lundi à dimanche, de 12 heures à 13 heures de lundi à dimanche et de 17 à 18 heures de lundi à samedi. Entre deux, des morceaux de musique avec des présentateurs, des conseils sur les événements locaux, des reportages et des dédicaces sont diffusés. En soirée, les émissions diffusant différents genres musicaux dominent le programme.

## Diffusion
Le signal de Radio HBW est diffusée sur la fréquence FM 92,50 MHz. Le câble transmet à 88,60 MHz (Aschersleben), 91,15 MHz (Hettstedt), 92,50 MHz (Egeln) et 96,00 MHz (Staßfurt).
La zone de radiodiffusion de Radio HBW est située en Saxe-Anhalt et comprend la partie occidentale de l'arrondissement du Salzland et la partie orientale de l'arrondissement de Harz. En outre, la station peut être entendue dans la partie nord de l'arrondissement de Mansfeld-Harz-du-Sud.
On peut également écouter Radio HBW via une diffusion en direct sur Internet.

### Source de la traduction
- (de) Cet article est partiellement ou en totalité issu de l’article de Wikipédia en allemand intitulé « Radio HBW » (voir la liste des auteurs).